# Lazy Lightning
Lazy Lightning is een Amerikaanse western uit 1926 onder regie van William Wyler. Destijds werd de film in Nederland uitgebracht onder de titel De bliksemruiter van Arizona. De film is waarschijnlijk verloren geraakt.

## Verhaal
Rance Lighton wordt gearresteerd wegens landloperij en naar de boerderij van de familie Rogers gebracht. Hij sluit er meteen vriendschap met Dickie Rogers, een jongetje in een rolstoel. Zo raakt hij ook betrokken bij een erfeniskwestie.

## Rolverdeling
| Acteur           | Personage        |
| ---------------- | ---------------- |
| Art Acord        | Lance Lighton    |
| Fay Wray         | Lila Rogers      |
| Robert Gordon    | Dickie Rogers    |
| Vin Moore        | Sheriff Dan Boyd |
| Arthur Morrison  | Henry S. Rogers  |
| George B. French | Dr. Hull         |
| Rex De Rosselli  | William Harvey   |